# Henry Benedict Stuart

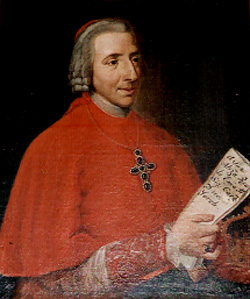
Henry Benedict Stuart, Kardinal York

Henry Benedict Thomas Edward Maria Clement Francis Xavier Stuart (* 6. März 1725 in Rom; † 13. Juli 1807 in Frascati), auch bekannt als Kardinalherzog von York, war ein Kurienkardinal der römisch-katholischen Kirche und ein katholischer Thronprätendent auf den englischen und schottischen Königstitel. Sein Großvater war König Jakob II. von England, der aufgrund seines katholischen Glaubens während der Glorious Revolution abgesetzt worden war.
Henry Stuart war nach seinem Vater James Francis Edward Stuart und seinem älteren Bruder Charles Edward Stuart der dritte und letzte Angehörige der königlichen Linie des Hauses Stuart, der den britischen Königstitel beanspruchte. Vom 31. Januar 1788 bis zu seinem Tod wurde er von den Jakobiten (Anhängern des Stuart-Anspruches auf den britischen Thron) als König Heinrich IX. und I. von England, Schottland, Frankreich und Irland angesehen. Im Gegensatz zu seinem Bruder, der nicht wahrhaben wollte, dass die jakobitische Sache verloren war, akzeptierte er jedoch die politischen Realitäten und wählte die Kirchenkarriere, zu der er sich berufen fühlte. Als Kardinal sowie unter anderem Erzpriester von St. Peter im Vatikan hält er die bislang längste Amtszeit der Geschichte. Während der Irischen Rebellion gegen Georg III. wurde er von der Französischen Direktorialregierung als irischer Marionettenkönig ins Gespräch gebracht, um die mehrheitlich katholische Bevölkerung Irlands auf die Seite der Invasionstruppen General Humberts zu ziehen. Theobald Wolfe Tone rief stattdessen die Irish Republic aus.
Sein Testament unterschrieb er mit Henry R[ex]. Seine Ansprüche auf den britischen Thron gingen in den Augen der Jakobiten an seinen Großcousin Karl Emanuel IV. von Savoyen (Charles IV.) über, der ihn aber nie beanspruchte.

## Leben

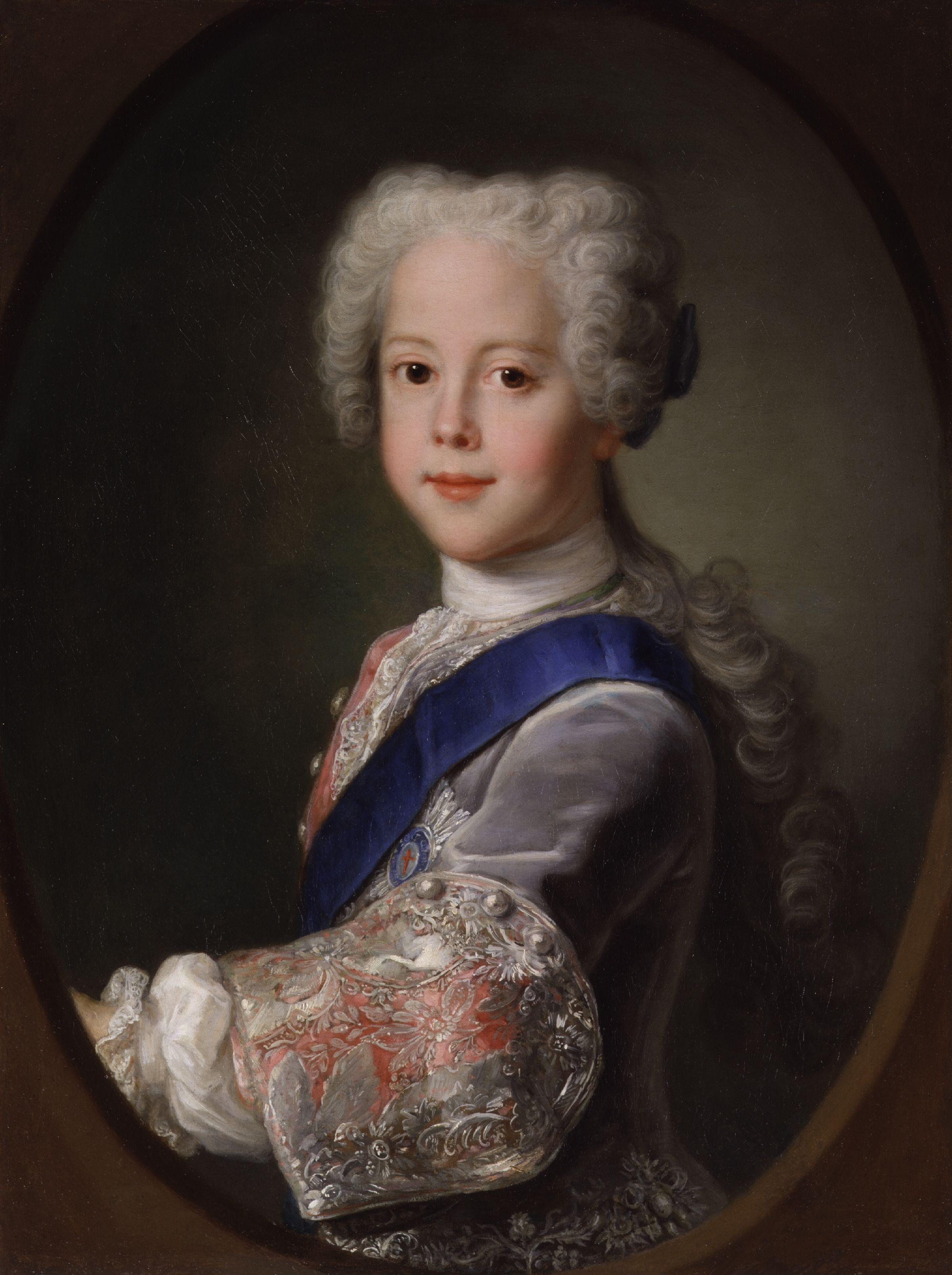
Henry Benedict als Kind, Gemälde von Antonio David, ca. 1729–32

### Herkunft und frühe Jahre
Henry Benedict Thomas Edward Maria Clement Francis Xavier Stuart wurde am 6. März 1725 im Palazzo Muti in Rom geboren und dort wenige Stunden später von Papst Benedikt XIII. getauft. Er war der zweite Sohn von James Francis Edward Stuart (1688–1766), Thronprätendent auf den Thron von England und Wales, Schottland und Irland in der Jakobitischen Thronfolge, und seiner Frau, der polnischen Prinzessin Maria Clementina Sobieska, Enkelin des polnischen Königs Johann III. Sobieski. Sein Vater erhob als Jakob VIII. Anspruch auf den Thron von England, Schottland und Irland. Henrys älterer Bruder Charles Edward wurde von den Jakobiten als rechtmäßiger Prince of Wales betrachtet und Henry selbst wurde als Herzog von York bezeichnet, traditionell der Titel des zweitgeborenen Sohnes des englischen Königs. Seine Familiensituation war turbulent. Als er acht Monate alt war, zog seine aufbrausende Mutter sich in das Kloster Santa Cecilia zurück, da sie überzeugt war, sein Vater habe eine Affäre. Sie kehrte erst zwei Jahre später zurück, setzte Winifred, 5. Countess of Nithsdale, als Henrys Erzieherin ein und widmete sich selbst einem Leben der Frömmigkeit und der guten Taten. Sie starb 1735, nachdem sie sich jahrelang um die Armen von Rom gekümmert hatte.

### Aussehen und Charakter
Henry war ein hübscher, dunkelhaariger Junge, der mit seiner charmanten Art beeindruckte. Sein Vater verkündete 1729 stolz, er liebe „den kleinen Herzog wirklich sehr, denn er ist das beste Kind, das es gibt“. Der Engländer Samuel Crisp, der ihn 1735 in Rom sah, berichtete, Henry habe „mehr Schönheit und Würde an sich, als man sich jemals vorstellen könnte. Er tanzte äußerst wundervoll, man sagt, so ist er auch in allen anderen Übungen und ich hörte, er singt überdies äußerst lieblich“.
Neben der Liebe zur Musik hatte er von seiner Mutter auch ihr Temperament und ihre Frömmigkeit geerbt. Als er neun war und ihm nicht erlaubt wurde, seinen Bruder zur Belagerung von Gaeta zu begleiten, schleuderte er in einem Wutanfall sein Schwert durch den Raum, woraufhin sein Vater ihm zur Strafe die Mitgliedschaft im Hosenbandorden entzog. Als Jugendlicher im Jahr 1742 beschrieb sein Tutor James Murray, Earl of Dunbar, dass Henry einen Großteil seiner Zeit in aufgewühltem Gebet verbringe, manchmal bis zu vier Messen am Tag höre und sich in einem ständigen Zustand der Unruhe befinde, beständig seine Uhr bei sich tragend, um keine religiösen Rituale zu verpassen. Er schien laut Dunbar unfähig zu sein, an irgendetwas Freude zu finden und war abends oft „schwarz um die Augen herum, sein Kopf sehr erschöpft und seine Hände heiß“. Neben seinem verwegenen Bruder schnitt er in den Augen seiner Zeitgenossen mit seiner intensiven Religiosität nicht gut ab; die Jakobiten kritisierten ihn später bitter dafür, eine Kirchenkarriere gewählt zu haben statt zu heiraten und männliche Erben zu zeugen. Er fand jedoch Erfüllung in seiner Kirchenkarriere, war ein liebevoller, sensibler und intelligenter Mann, ein Philanthrop, Buchliebhaber und Kunstmäzen.

### Aufstand der Jakobiten 1744 bis 1746
Henry wurde 1744 zunächst nicht mitgeteilt, dass sein Bruder heimlich nach Frankreich gereist war, um von dort eine Invasion Großbritanniens zu beginnen, aus Angst, dass er versehentlich davon erzählen würde. Als er schließlich davon erfuhr, wollte er unbedingt helfen und sein Vater erzählte König Ludwig XV.: „Er kann den Gedanken nicht ertragen, hier in Rom bleiben zu müssen, während sein Bruder in Schottland ist.“ Am 29. August 1745 erlaubte man ihm jedoch, ebenfalls nach Frankreich zu reisen und übergab ihm nominell das Kommando einer Marineexpedition, die der Herzog von Richelieu vorbereitete, um in England einzufallen. Henry verbrachte den Winter in Dünkirchen. Als die Nachricht vom Rückzug seines Bruders aus Derby kam, verloren die Franzosen jedoch das Interesse und die Invasion wurde fallengelassen. Henry blieb noch bis zur katastrophalen Niederlage der Jakobiten in der Schlacht bei Culloden am 16. April 1746 an der Küste. Besorgt um das Schicksal seines Bruders, unternahm er anschließend mehrere Rettungsversuche zur See und diente in der französischen Armee während der Belagerung von Antwerpen. Ludwig XV. gab ihm ein Anwesen bei Clichy nahe Paris, wo er schließlich erfuhr, dass Charles im Oktober 1746 sicher in Roscoff angekommen war. Er reiste seinem Bruder sofort entgegen und begleitete ihn nach Paris.

### Kardinal York

Henry Benedict Stuarts Wappen als Kardinal

Henry fühlte sich nun immer überzeugter davon, dass seine Berufung in der katholischen Kirche lag und dass der Zusammenbruch des jakobitischen Aufstandes 1745 ihn von jeglicher Pflicht befreite, sich in politische oder militärische Angelegenheiten einzumischen. Am 30. Juni 1747 erhielt er die Tonsur, wurde im Konsistorium am 3. Juli 1747 durch Papst Benedikt XIV. zum Kardinaldiakon erhoben und erhielt die Titeldiakonie Santa Maria in Portico. In einer Mischung seiner weltlichen und geistlichen Bedeutung ließ er seine roten Kardinalsroben mit königlichem Hermelin besetzen, wurde als „königliche Hoheit und Eminenz“ angesprochen und wurde von nun an als Kardinal York bekannt.
Die jakobitische Sache wurde durch Henrys Karrierewahl mit Sicherheit geschädigt, da ein katholischer König für die protestantischen Briten inakzeptabel war. Sein Vater zeigte den Wünschen seines jüngeren Sohns gegenüber dennoch erstaunlich großes Verständnis, obwohl er in der Vergangenheit stets versucht hatte, den katholischen Glauben der Familie herunterzuspielen. Die vormals liebevolle und enge Beziehung zu seinem Bruder litt jedoch stark unter der Entscheidung. Charles Stuart fühlte sich erniedrigt von der Niederlage, die er nicht akzeptieren konnte und gequält von den Leiden seiner Anhänger in Großbritannien und begann zu trinken. Henry hielt seine Entscheidung, sich weihen zu lassen, vor Charles geheim – und als dieser schließlich von seinem Vater davon erfuhr, verkündete er, die Neuigkeiten seien „wie ein Dolch in meinem Herz“ und verbot, Henrys Namen in seiner Anwesenheit zu nennen.
Am 1. September 1748 empfing er durch Papst Benedikt XIV. die Priesterweihe und wurde zwölf Tage später zum Kardinalpriester erhoben, unter Beibehaltung seiner vorherigen Titelkirche pro illa vice. Er behielt diese auch noch in commendam bis 1759. Ein Jahr später wurde er Erzpriester der Petersbasilika. Am 2. Oktober 1758 wurde er zum Titularerzbischof von Korinth ernannt. Die Bischofsweihe spendete ihm Papst Clemens XIII. am 19. November 1758 in seiner zweiten Titelkirche, der Basilika Santi XII Apostoli in Rom; Mitkonsekratoren waren die Kardinäle Giovanni Antonio Guadagni, Kardinalbischof von Porto und Santa Rufina, und Francesco Scipione Maria Borghese, Kardinalbischof von Albano. 1759 wurde er Kardinalpriester der Titelkirche Santa Maria in Trastevere (1761–1763 in commendam). 1761 nahm ihm Papst Clemens XIV. in die Klasse der Kardinalbischöfe auf und übertrug ihm das Bistum Frascati, wozu er 1763 noch die Titelkirche San Lorenzo in Damaso erhielt. Von 1803 bis zu seinem Tod im Jahre 1807 war er schließlich Kardinaldekan des Kardinalskollegiums und als solcher auch Kardinalbischof von Ostia-Velletri.
Kardinal York nahm an den Konklaven von 1758, 1769, 1774/75 und 1799/1800 teil. Zudem erteilte er einer Anzahl von Bischöfen, Erzbischöfen und Kardinälen sowie einem Patriarchen und drei Päpsten die Bischofsweihe. Er war bei seinem Tod der letzte noch von Papst Benedikt XIV. ernannte Kardinal.
Nach seinem Tod wurde der Kardinal im Petersdom im Vatikan beigesetzt, in dem auch sein Vater sowie sein Bruder Charles bestattet sind.

## Rezeption
- Carl Amery: Das Königsprojekt. Roman. Süddeutscher Verlag, München 1987, ISBN 3-7991-6366-2.